# Peperomia blanda
Peperomia blanda là một loài thực vật có hoa trong họ Hồ tiêu. Loài này được (Jacq.) Kunth miêu tả khoa học đầu tiên năm 1816.